# Caroline von Wolzogen

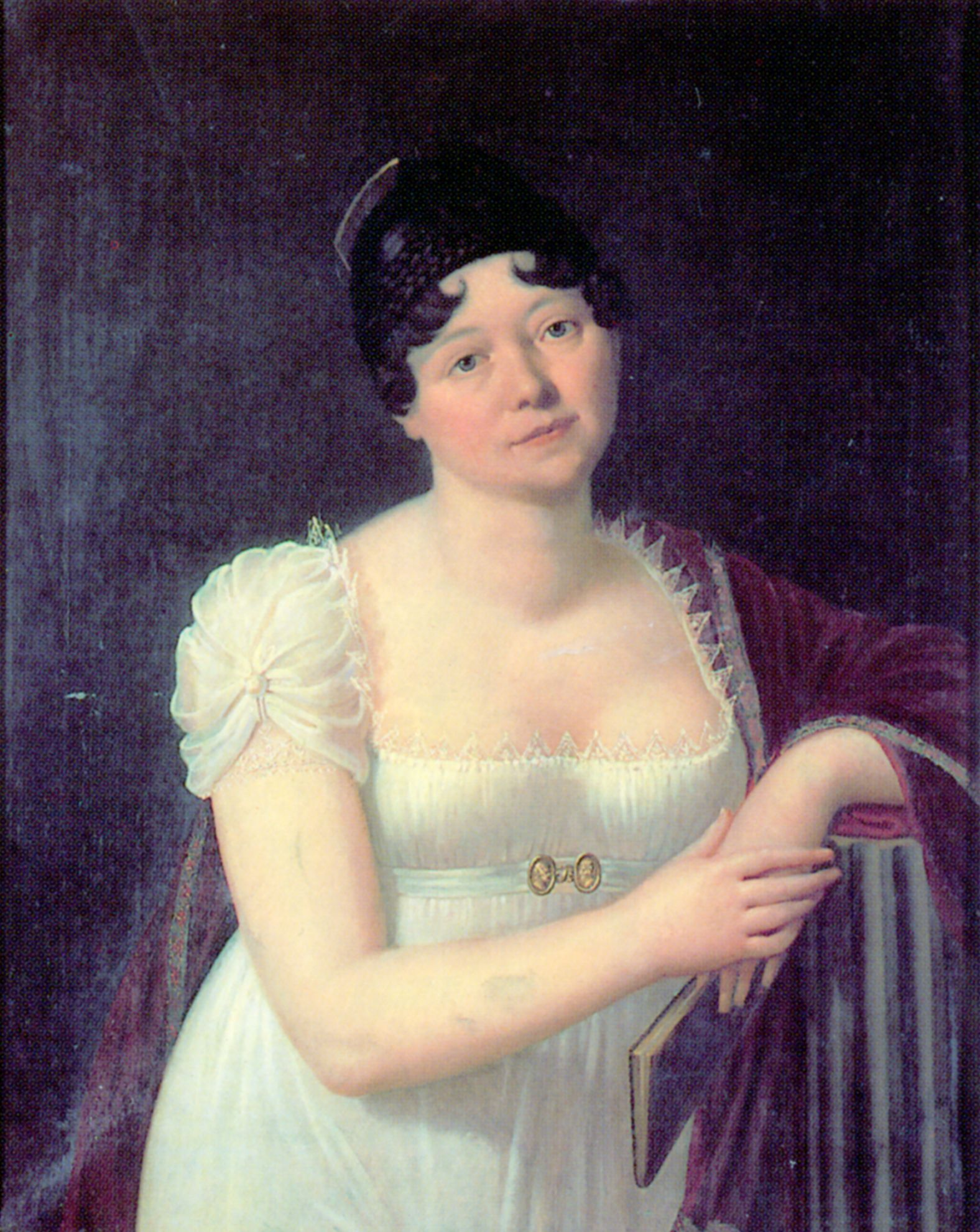
Caroline von Wolzogen.

Caroline Auguste Friederike Sophie von Wolzogen, född von Lengefeld den 11 januari 1763 i Rudolstadt, död den 3 februari 1847 i Jena, var en tysk skriftställare av weimarklassicismen.
Caroline von Lengefeld, som var syster till skalden Friedrich Schillers hustru, gifte sig 1784 med kammarjunkaren Friedrich Wilhelm Ludwig von Beulwitz, från vilken hon skildes 1794. Redan samma år ingick hon sitt andra äktenskap med sedermera weimarske överhovmästaren friherre Wilhelm von Wolzogen (död 1809). Hon överlevde hela den lysande vittra hovkretsen i Weimar. Caroline von Wolzogen författade bland annat den anonymt utgivna romanen Agnes von Lilien (1797; ny upplaga 1884), som på grund av sin litterära kvalitet antogs vara av Goethe, samt en med anlitande av privata källor utarbetad levnadsteckning över Schiller (2 band, 1830; många upplagor), vilken ännu bibehåller ett högt värde genom framställningens trohet, rikhaltighet och värme. Hennes efterlämnade skrifter utkom 1848–49 i 2 band (2:a upplagan 1867).